# 서인영의 카이스트
《서인영의 카이스트》는 대한민국의 가수 서인영이 카이스트에서 대학생활을 체험한다는 리얼리티 프로그램이다. 2008년 3월 20일부터 6월 5일까지 총 12회로 Mnet에서 방영되었다.